# 23e Screen Actors Guild Awards
De 23e Screen Actors Guild Awards, waarbij prijzen werden uitgereikt voor uitstekende acteerprestaties in film en televisie voor het jaar 2016, gekozen door de leden van SAG-AFTRA, vonden plaats op 29 januari 2017 in het Shrine Auditorium in Los Angeles. De prijs voor de volledige carrière werd uitgereikt aan Lily Tomlin.

## Film

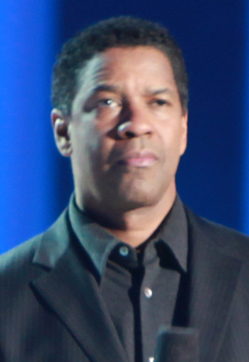
Denzel Washington (Fences), winnaar mannelijke acteur in een hoofdrol

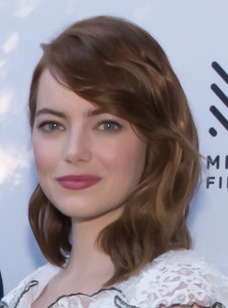
Emma Stone (La La Land), winnaar vrouwelijke acteur in een hoofdrol

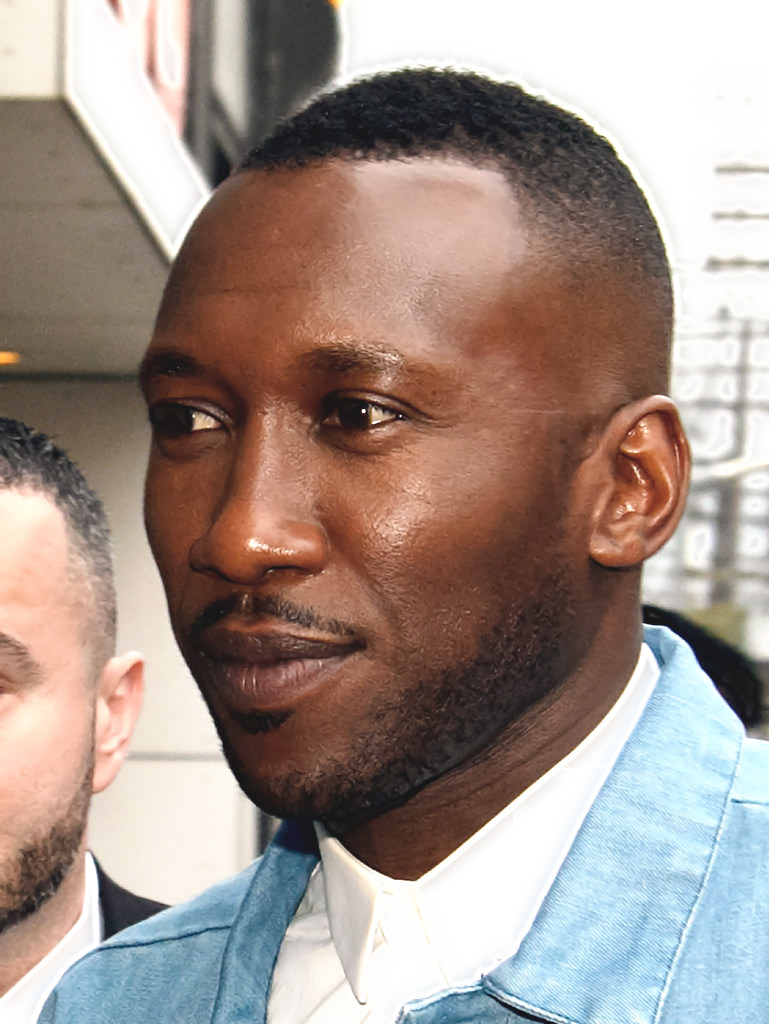
Mahershala Ali (Moonlight), winnaar mannelijke acteur in een bijrol

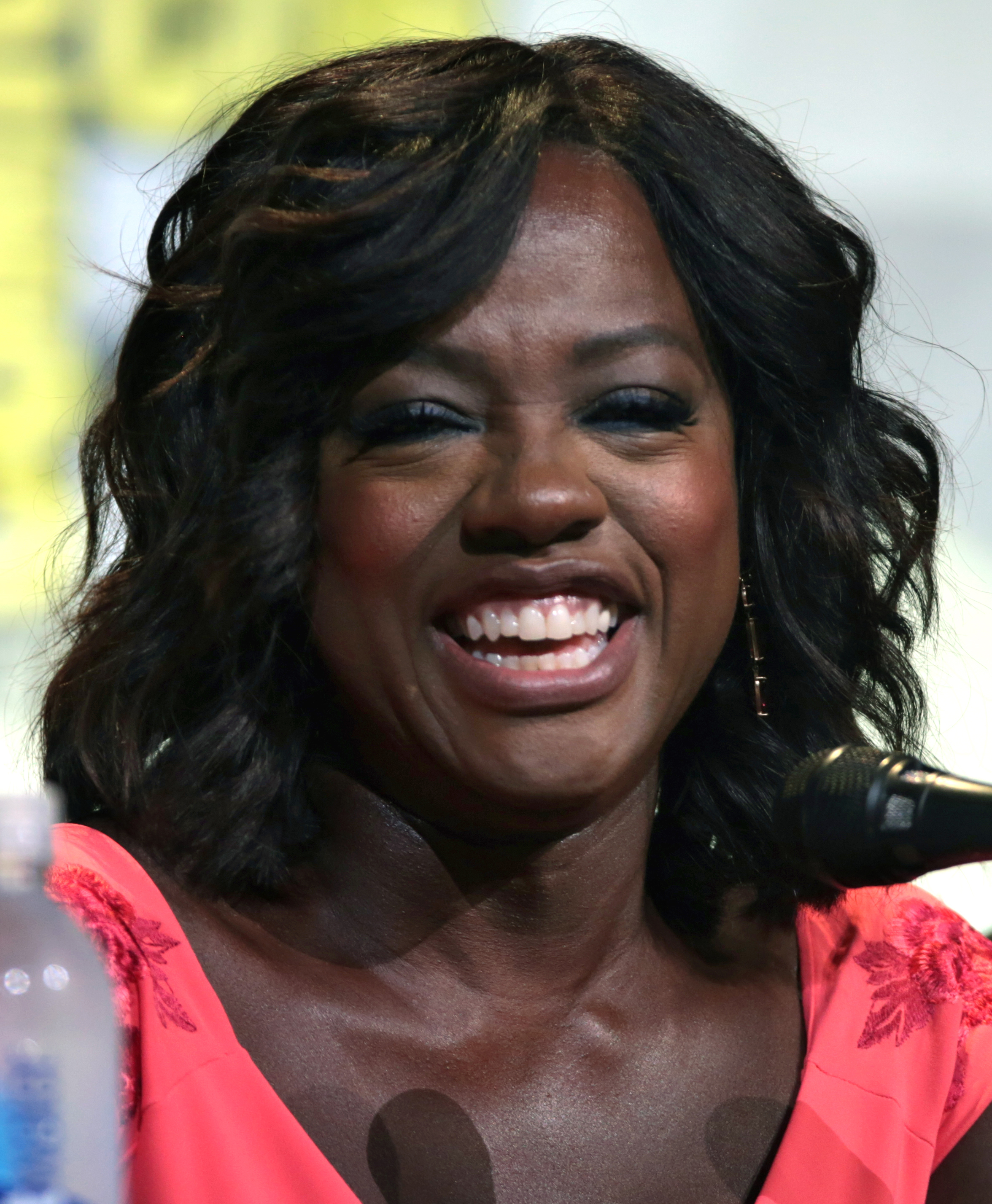
Viola Davis (Fences), winnaar vrouwelijke acteur in een bijrol

De winnaars staan bovenaan in vet lettertype.

#### Cast in een film
Outstanding Performance by a Cast in a Motion Picture
- Hidden Figures
  - Captain Fantastic
  - Fences
  - Manchester by the Sea
  - Moonlight

#### Mannelijke acteur in een hoofdrol
Outstanding Performance by a Male Actor in a Leading Role
- Denzel Washington - Fences
  - Casey Affleck - Manchester by the Sea
  - Andrew Garfield - Hacksaw Ridge
  - Ryan Gosling - La La Land
  - Viggo Mortensen - Captain Fantastic

#### Vrouwelijke acteur in een hoofdrol
Outstanding Performance by a Female Actor in a Leading Role
- Emma Stone - La La Land
  - Amy Adams - Arrival
  - Emily Blunt - The Girl on the Train
  - Natalie Portman - Jackie
  - Meryl Streep - Florence Foster Jenkins

#### Mannelijke acteur in een bijrol
Outstanding Performance by a Male Actor in a Supporting Role
- Mahershala Ali - Moonlight
  - Jeff Bridges - Hell or High Water
  - Hugh Grant - Florence Foster Jenkins
  - Lucas Hedges - Manchester by the Sea
  - Dev Patel - Lion

#### Vrouwelijke acteur in een bijrol
Outstanding Performance by a Female Actor in a Supporting Role
- Viola Davis - Fences
  - Naomie Harris - Moonlight
  - Nicole Kidman - Lion
  - Octavia Spencer - Hidden Figures
  - Michelle Williams - Manchester by the Sea

#### Stuntteam in een film
Outstanding Action Performance by a Stunt Ensemble in a Motion Picture
- Hacksaw Ridge
  - Captain America: Civil War
  - Doctor Strange
  - Nocturnal Animals
  - Jason Bourne

## Televisie

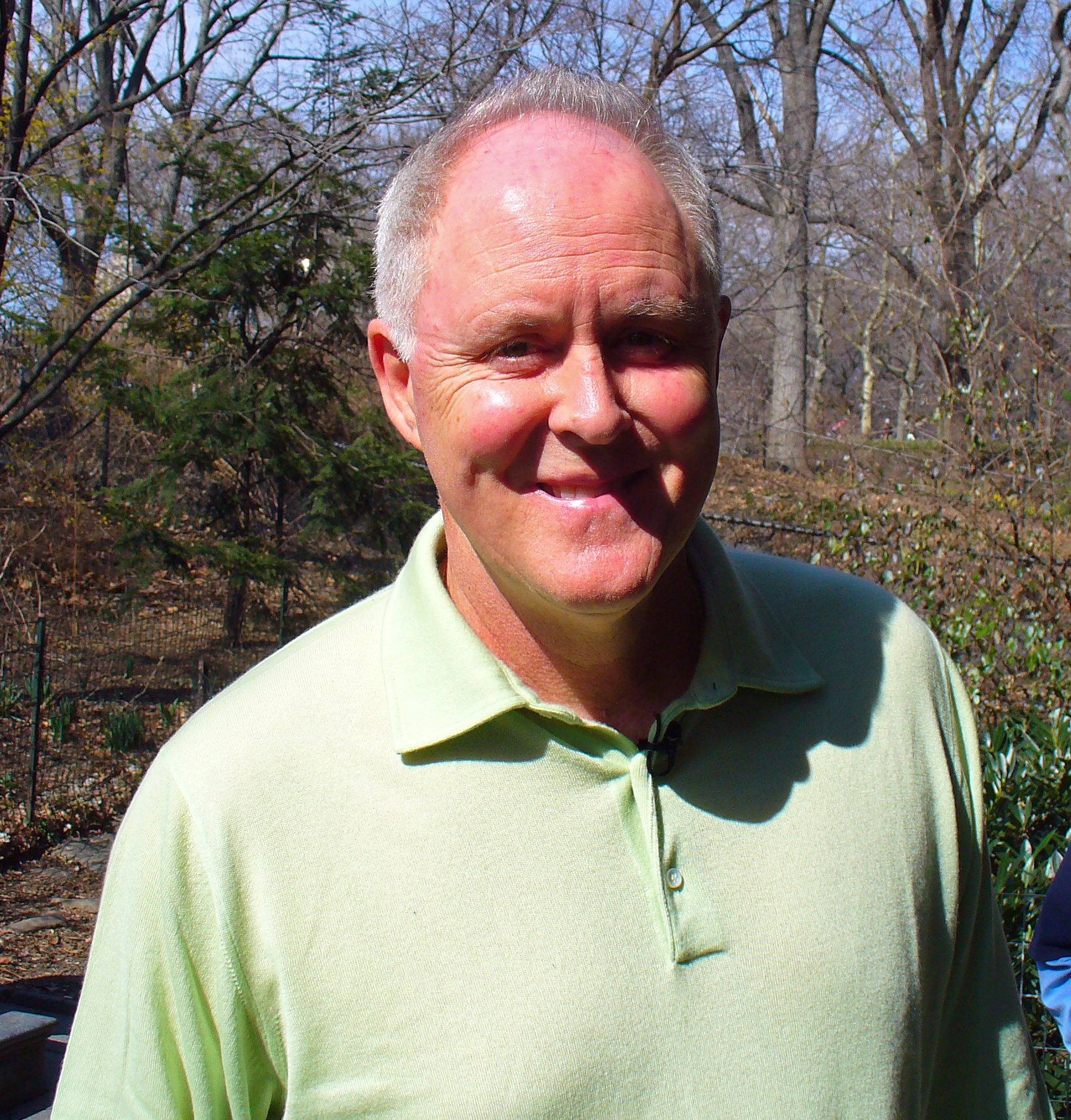
John Lithgow (The Crown), winnaar mannelijke acteur in een dramaserie

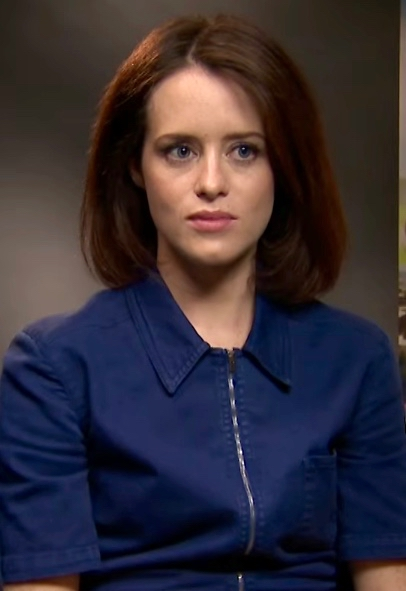
Claire Foy (The Crown), winnaar vrouwelijke acteur in een dramaserie

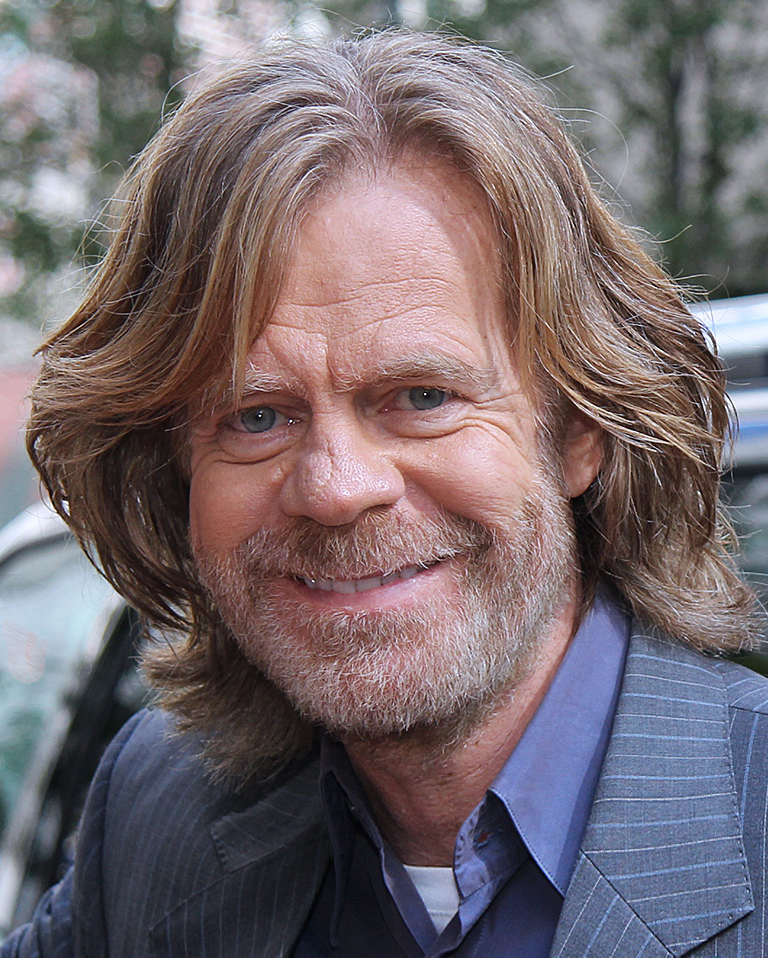
William H. Macy (Shameless), winnaar mannelijke acteur in een komedieserie

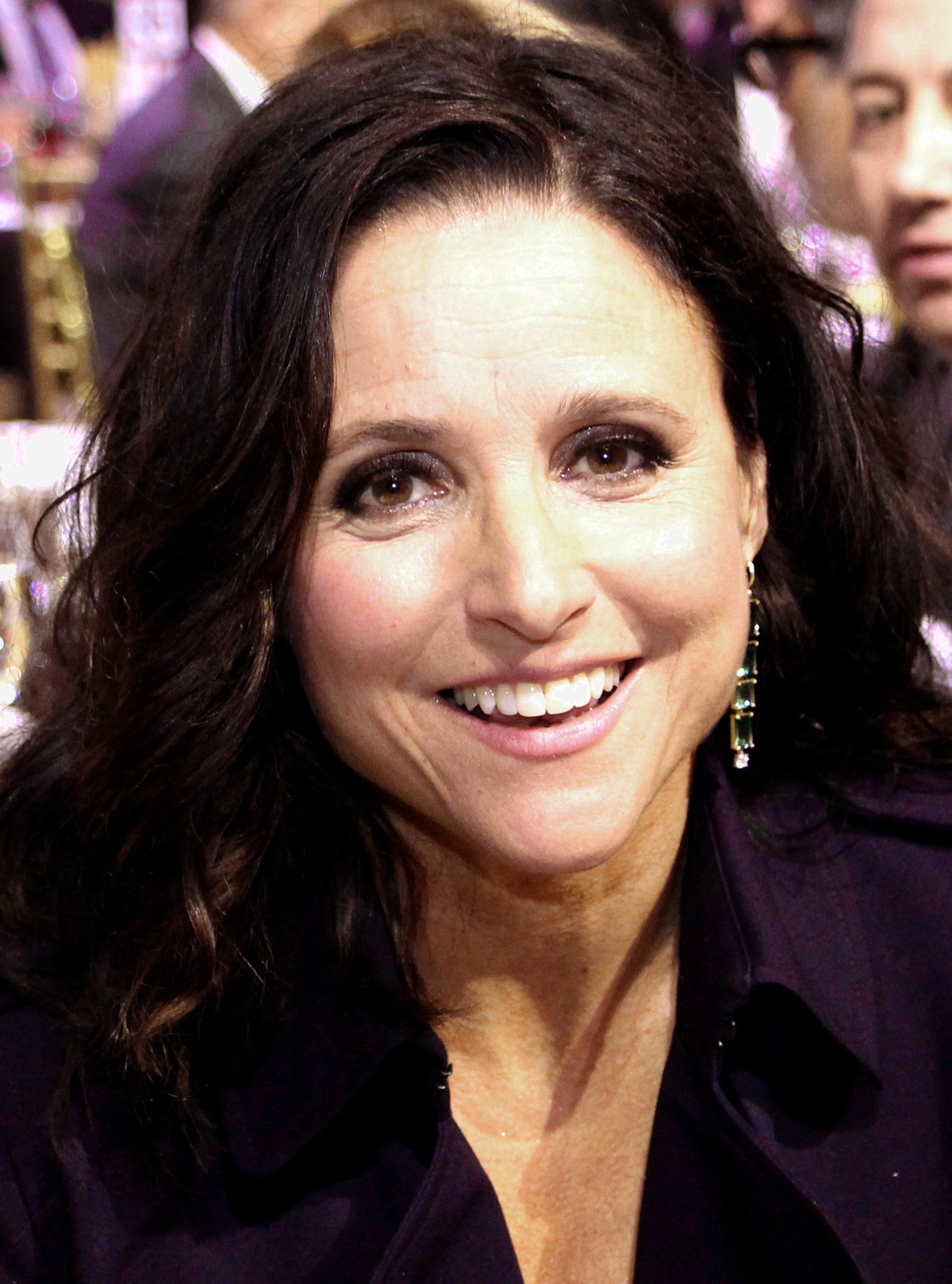
Julia Louis-Dreyfus (Veep), winnaar vrouwelijke acteur in een komedieserie

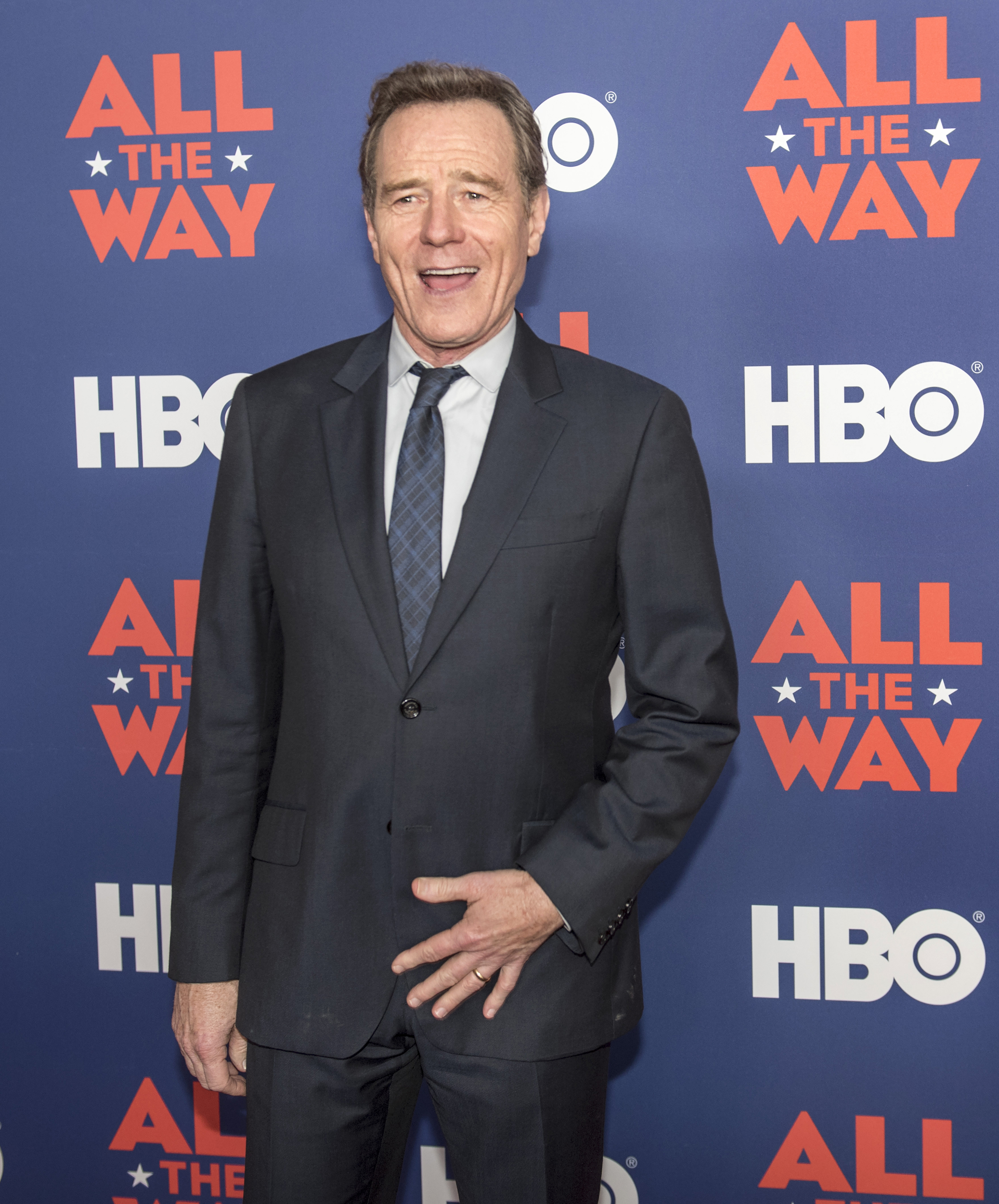
Bryan Cranston (All the Way), winnaar mannelijke acteur in een miniserie of televisiefilm

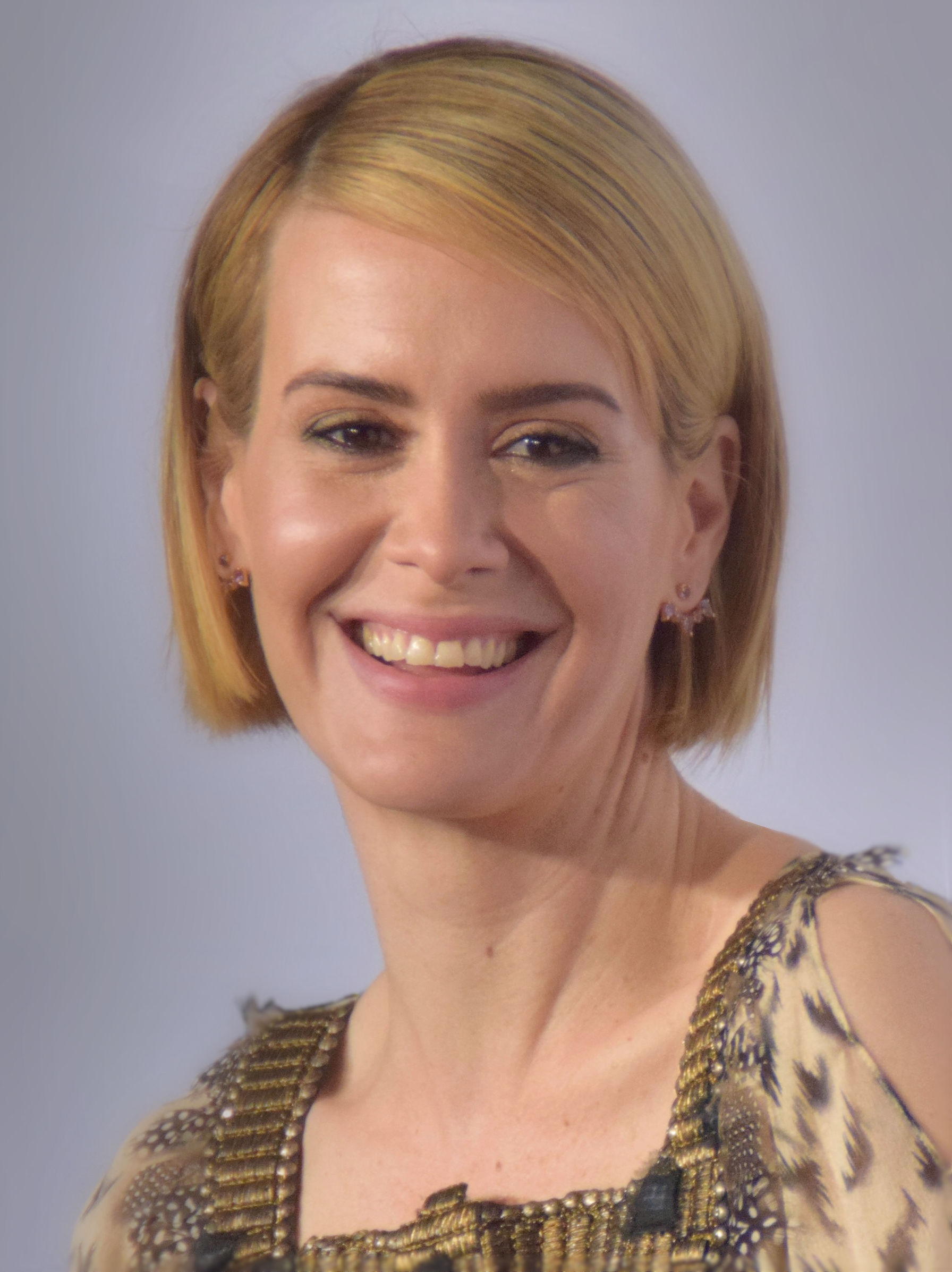
Sarah Paulson (The People v. O.J. Simpson: American Crime Story), winnaar vrouwelijke acteur in een miniserie of televisiefilm

De winnaars staan bovenaan in vet lettertype.

#### Ensemble in een dramaserie
Outstanding Performance by an Ensemble in a Drama Series
- Stranger Things
  - The Crown
  - Downton Abbey
  - Game of Thrones
  - Westworld

#### Mannelijke acteur in een dramaserie
Outstanding Performance by a Male Actor in a Drama Series
- John Lithgow - The Crown
  - Sterling K. Brown - This Is Us
  - Peter Dinklage - Game of Thrones
  - Rami Malek - Mr. Robot
  - Kevin Spacey - House of Cards

#### Vrouwelijke acteur in een dramaserie
Outstanding Performance by a Female Actor in a Drama Series
- Claire Foy - The Crown
  - Millie Bobby Brown - Stranger Things
  - Thandie Newton - Westworld
  - Winona Ryder - Stranger Things
  - Robin Wright - House of Cards

#### Ensemble in een komedieserie
Outstanding Performance by an Ensemble in a Comedy Series
- Orange Is the New Black
  - The Big Bang Theory
  - Black-ish
  - Modern Family
  - Veep

#### Mannelijke acteur in een komedieserie
Outstanding Performance by a Male Actor in a Comedy Series
- William H. Macy - Shameless
  - Anthony Anderson - Black-ish
  - Tituss Burgess - Unbreakable Kimmy Schmidt
  - Ty Burrell - Modern Family
  - Jeffrey Tambor - Transparent

#### Vrouwelijke acteur in een komedieserie
Outstanding Performance by a Female Actor in a Comedy Series
- Julia Louis-Dreyfus - Veep
  - Uzo Aduba - Orange Is the New Black
  - Jane Fonda - Grace and Frankie
  - Ellie Kemper - Unbreakable Kimmy Schmidt
  - Lily Tomlin - Grace and Frankie

#### Mannelijke acteur in een miniserie of televisiefilm
Outstanding Performance by a Male Actor in a Television Movie or Limited Series
- Bryan Cranston - All the Way
  - Riz Ahmed - The Night Of
  - Sterling K. Brown - The People v. O.J. Simpson: American Crime Story
  - John Turturro - The Night Of
  - Courtney B. Vance - The People v. O.J. Simpson: American Crime Story

#### Vrouwelijke acteur in een miniserie of televisiefilm
Outstanding Performance by a Female Actor in a Television Movie or Limited Series
- Sarah Paulson - The People v. O.J. Simpson: American Crime Story
  - Bryce Dallas Howard - Black Mirror
  - Felicity Huffman - American Crime
  - Audra McDonald - Lady Day at Emerson's Bar and Grill
  - Kerry Washington - Confirmation

#### Stuntteam in een televisieserie
Outstanding Action Performance by a Stunt Ensemble in a Comedy or Drama Series
- Game of Thrones
  - Marvel's Daredevil
  - Marvel's Luke Cage
  - The Walking Dead
  - Westworld